# Meteor Lake
Meteor Lake és el nom en clau d'Intel per a la primera generació de processadors mòbils Intel Core Ultra, i es va llançar oficialment el 14 de desembre de 2023. És la primera generació de processadors Intel mòbils o d'escriptori que utilitza una arquitectura de chiplet.

## Descripció
Segons els fulls de ruta i fites de la tecnologia Intel publicats el 17 de febrer de 2022. Meteor Lake inclou millores de XPU (abstracció de dispositius d'Intel per a CPU, GPU, FPGA i altres acceleradors) amb IA integrada i una arquitectura de GPU enrajolat que, segons Intel, hauria de proporcionar un rendiment a nivell de gràfics discret. Aquestes declaracions es van confirmar més tard el 23 de maig de 2023 amb detalls addicionals que emfatitzaven la col·laboració d'Intel amb Microsoft en el suport del nou processador a Windows 11.
Intel utilitza diversos processos litogràfics als processadors Meteor Lake. El quadre de càlcul es fabrica mitjançant el procés Intel 4, el procés N5 de la fitxa gràfica de TSMC, el procés N6 de les fitxes SOC i IO de TSMC. Les fitxes estan connectades mitjançant la tecnologia d'embalatge Foveros d'Intel.
El 15 de juny de 2023, Intel va anunciar que començant amb Meteor Lake utilitzarà una nova marca per als processadors Intel Core:
- La lletra i s'ha eliminat de la classificació (per exemple, processador Intel Core 5);
- Nova numeració del processador (el mètode preferit és posar el número del processador després de la paraula "processador", com ara el processador Intel Core 5 ##xx).

En aquest anunci, Intel va esmentar que Meteor Lake serà exclusivament una arquitectura mòbil per a ordinadors portàtils, i els processadors d'aquesta arquitectura s'anomenaran Core Ultra, mentre que el Core (ordinadors d'escriptori) normal estarà a l'arquitectura Raptor Lake Refresh.

## Característiques
Una arquitectura de mòduls multixip amb quatre fitxes: informàtica, gràfics, SoC i IO. Mentre que un xip discret Platform Controller Hub es va incloure al paquet de generacions anteriors de processadors portàtils de gamma alta per proporcionar funcions d'E/S, aquestes s'integren al mateix processador MCM per a Meteor Lake. Ve en un paquet BGA2049 de tipus 3.

### CPU
- Fins a 16 nuclis :
  - Fins a 6 nuclis de rendiment de Redwood Cove (nucli P)
  - 8 nuclis eficients Crestmont (E-core), 2 clústers amb 4 nuclis
  - 2 nuclis eficients Crestmont de baixa potència (LP E-core)

- Fins a 24 MB de memòria cau L3 compartida

### GPU
- Arquitectura gràfica Xe-LPG
- Fins a 128 unitats d'execució
- Codificador de maquinari AV1 de 8K de 10 bits
- Freqüència de fins a 2,35 GHz

### NPU
Accelerador Intel AI fins a una freqüència d'1,4 GHz

### E/S
- fins a 8 carrils PCIe 5.0 i 20 carrils PCIe 4.0 en processadors de la sèrie H, fins a 20 carrils PCIe 4.0 en processadors de la sèrie U
- Thunderbolt 4.0
- Compatibilitat amb Wi-Fi 7
- Suport natiu DisplayPort 2.1
- Suport natiu HDMI 2.1 48 Gbit/s